# Municipio de Nuevo Berlín
El municipio de Nuevo Berlín es uno de los municipios del departamento de Río Negro, Uruguay. Tiene su sede en la localidad homónima.

## Historia
El municipio de Nuevo Berlín fue creado por Ley N.º 18.653 del 15 de marzo de 2010, en cumplimiento de la Ley N.º 18.567 que disponía la creación de municipios en todas aquellas localidades con una población a partir de 2000 habitantes. Forma parte del departamento de Río Negro y comprende el distrito electoral LAB de ese departamento. Sus límites geográficos quedaron determinados según el Decreto 273/2010 de la Junta Departamental de Río Negro.

## Territorio y límites geográficos
De acuerdo al Decreto N.º 273/2010

## Localidades
La única localidad que forma parte de este municipio es la localidad de Nuevo Berlín.

## Autoridades
La autoridad del municipio es el Concejo Municipal, compuesto por el Alcalde y cuatro Concejales.
Alcaldes según período:
| Nº | Alcalde                 | Partido             | Inicio del mandato      | Fin del mandato         | Observaciones   | Concejales                                                                                  |
| -- | ----------------------- | ------------------- | ----------------------- | ----------------------- | --------------- | ------------------------------------------------------------------------------------------- |
| 1  | Sergio Milesi           | Frente Amplio FA    | 9 de julio de 2010      | 8 de julio de 2015      | Alcalde elegido |                                                                                             |
| 2  | Carlos Eduardo Camelo   | Partido Nacional PN | 9 de julio de 2015      | 26 de noviembre de 2020 | Alcalde elegido | María Del Lujan Conde (PN) Elbio Hernán Godoy (PN) Pedro Canoniero (FA) Hugo M. Rivero (PC) |
| 3  | Elbio Hernán Godoy Ruíz | Partido Nacional PN | 27 de noviembre de 2020 | 2025                    | Alcalde elegido | Rosina Lafourcade (PN) Bryan Fiorelli (PN) Sergio Darío Milesi (FA) Fernando Pereyra (FA)   |